# إيوين ماكنزي
إيوين ماكنزي (بالإنجليزية: Ewen McKenzie)‏ هو لاعب اتحاد الرغبي أسترالي، ولد في 21 يونيو 1965 في ملبورن في أستراليا.

## وصلات خارجية
- إيوين ماكنزي عل موقع إسبنسكروم (الإنجليزية)
- إيوين ماكنزي على موقع ItsRugby.co.uk (الإنجليزية)